# 迅速な裁判
迅速な裁判（じんそくなさいばん）とは、刑事訴訟において訴訟活動を迅速に行う裁判をいう。日本国憲法では、第37条第1項にこれを受けることが被告人の権利として定められている。

## 日本国憲法第37条第1項
日本国憲法 - e-Gov法令検索

第三十七条すべて刑事事件においては、被告人は、公平な裁判所の迅速な公開裁判を受ける権利を有する。
-e-Gov法令検索 日本国憲法

## 概要
現代の裁判における重要な原則の一である。
裁判において迅速さが求められる理由として、主に以下の理由があげられる。
- 正確な事実認定
- 刑罰の適正な執行
- 被告人の苦痛の軽減

特に国家権力に身体の自由を拘束されている被告人に対しては、個人の利益としてこれを保障することが重要になる。
これに対応した立法として、例えば刑事訴訟法277条（不当な期日変更に対する救済）、刑事訴訟規則第303条（検察官及び弁護人の訴訟遅延行為に対する処置）などがある。また、刑事訴訟法では集中審理による改善を試みている。
後述の高田事件まで、憲法学界ではこの規定をプログラム規定的に捉える立場が多数であり、具体的権利としての主張は刑事法学者から行なわれた。裁判の遅延に対しては公訴棄却とすべき、あるいは免訴の判決を言い渡すべきとした学説がそれである。そして、高田事件では著しい裁判の遅延に対し、免訴の判決を行なったのである。
しかし、その後の判例では被告人の裁判促進の申し出が主張の前提とされ（要求法理）、高田事件最高裁判決のような判決は以後出ていない。

## 問題となった事件
- 高田事件（最高裁判所昭和47年12月20日大法廷判決）

15年にわたって審理が行なわれなかったのは異常事態であるとして、免訴が言い渡された。
- 峯山事件（最高裁判所昭和55年2月7日判決）

単純な刑事事件であるにもかかわらず一・二審の審理に25年かかったが、被告人が病気に罹ったこと、審理が継続的に行なわれていたこと、被告人から審理の促進について格別の申し出がなかったことなどから、高田事件ほど異常な事態にはなっていないとして、違憲の主張を認めなかった。
- 渋谷暴動事件

20年以上被告人の精神疾患を理由に裁判が行われなかった。病状の回復により裁判が再開される見通しとなった後も、弁護側が免訴を言い渡すべきであると主張していた。被告人は2017年2月に死去した。